# Малопольская возвышенность
Малопо́льская возвы́шенность (пол. Wyżyna Małopolska) — возвышенность на юге Польши.

## География
С юга и востока возвышенность ограничена долиной реки Висла, на западе примыкает к Силезской возвышенности, на севере смыкается с Великопольско-Куявской и Мазовецко-Подлясской низменностями.
Главные города региона — Скаржиско-Каменна, Островец-Свентокшиский и Кельце.

## Геология
Возвышенность сложена известняками, сланцами, песчаниками, часто перекрытыми ледниковыми отложениями и лёссом. Высшей точкой возвышенности является гора Лысица высотой 612 м. Значительная часть возвышенности распахана, сохранились только небольшие массивы буковых и смешанных лесов. Имеются месторождения железной руды и серы.
В составе Малопольской возвышенности выделяются Краковско-Ченстоховская и Келецко-Сандомежская возвышенности.